# Davenport (Washington)
Davenport é uma cidade localizada no estado norte-americano de Washington, no Condado de Lincoln.

## Demografia
Segundo o censo norte-americano de 2000, a sua população era de 1730 habitantes.
Em 2006, foi estimada uma população de 1712, um decréscimo de 18 (-1.0%).

## Geografia
De acordo com o United States Census Bureau tem uma área de
3,9 km², dos quais 3,9 km² cobertos por terra e 0,0 km² cobertos por água.

## Localidades na vizinhança
O diagrama seguinte representa as localidades num raio de 36 km ao redor de Davenport.